# St.-Michaelis-Kapelle (Northen)

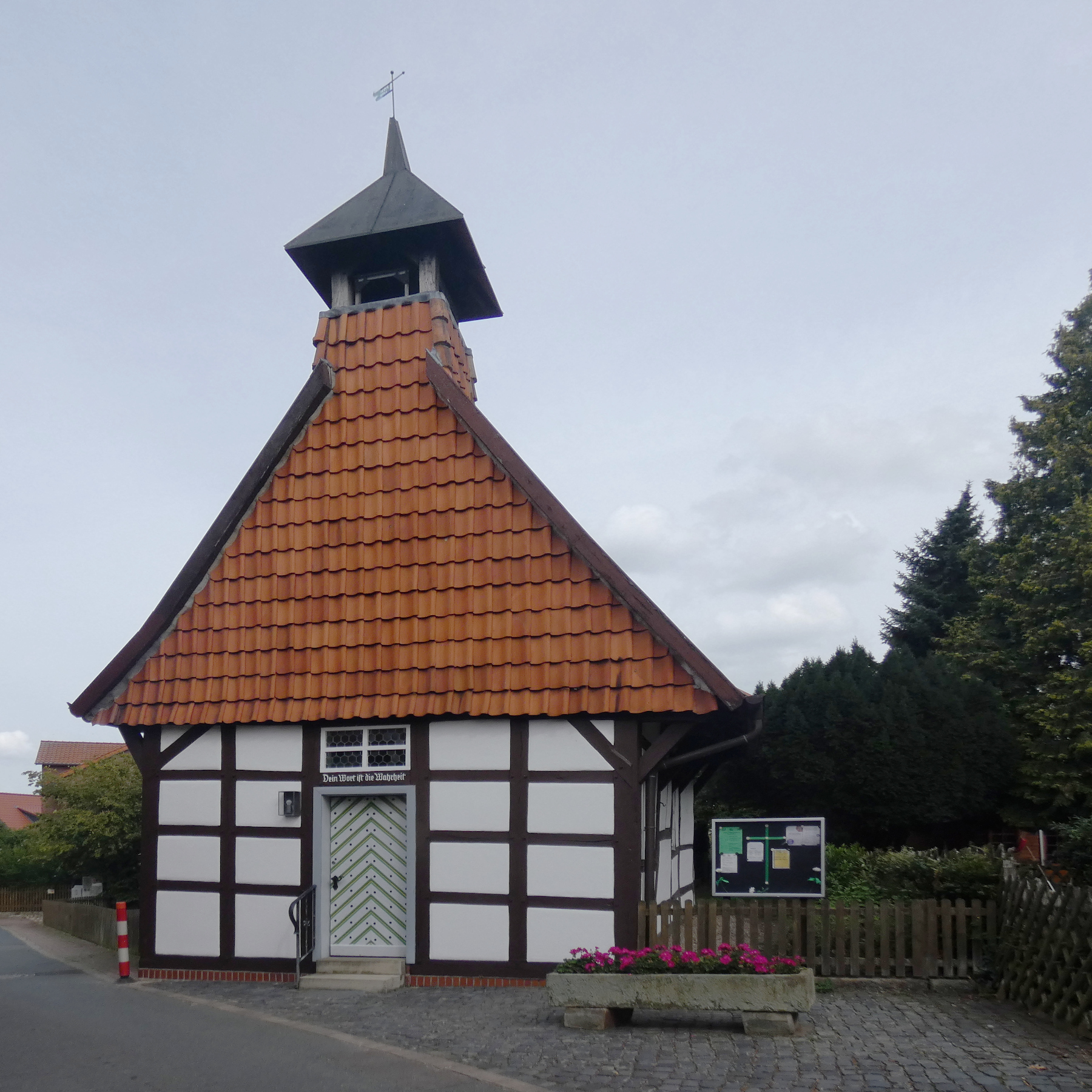
Die St.-Michaelis-Kapelle in Northen

Die St.-Michaelis-Kapelle ist ein denkmalgeschütztes Sakralgebäude in Northen, einem Stadtteil von Gehrden in der Region Hannover in Niedersachsen. Meist wird sie einfach als Kapelle Northen bezeichnet.
Während die Kirchen und viele Kapellen in der Region schon vor Jahrhunderten aus Bruchstein oder später Backsteinen gebaut beziehungsweise durch Nachfolgebauten ersetzt wurden, sind die Kapellen der Gehrdener Stadtteile Northen, Lemmie und Redderse in der traditionellen Fachwerkbauweise erhalten.

## Geschichte

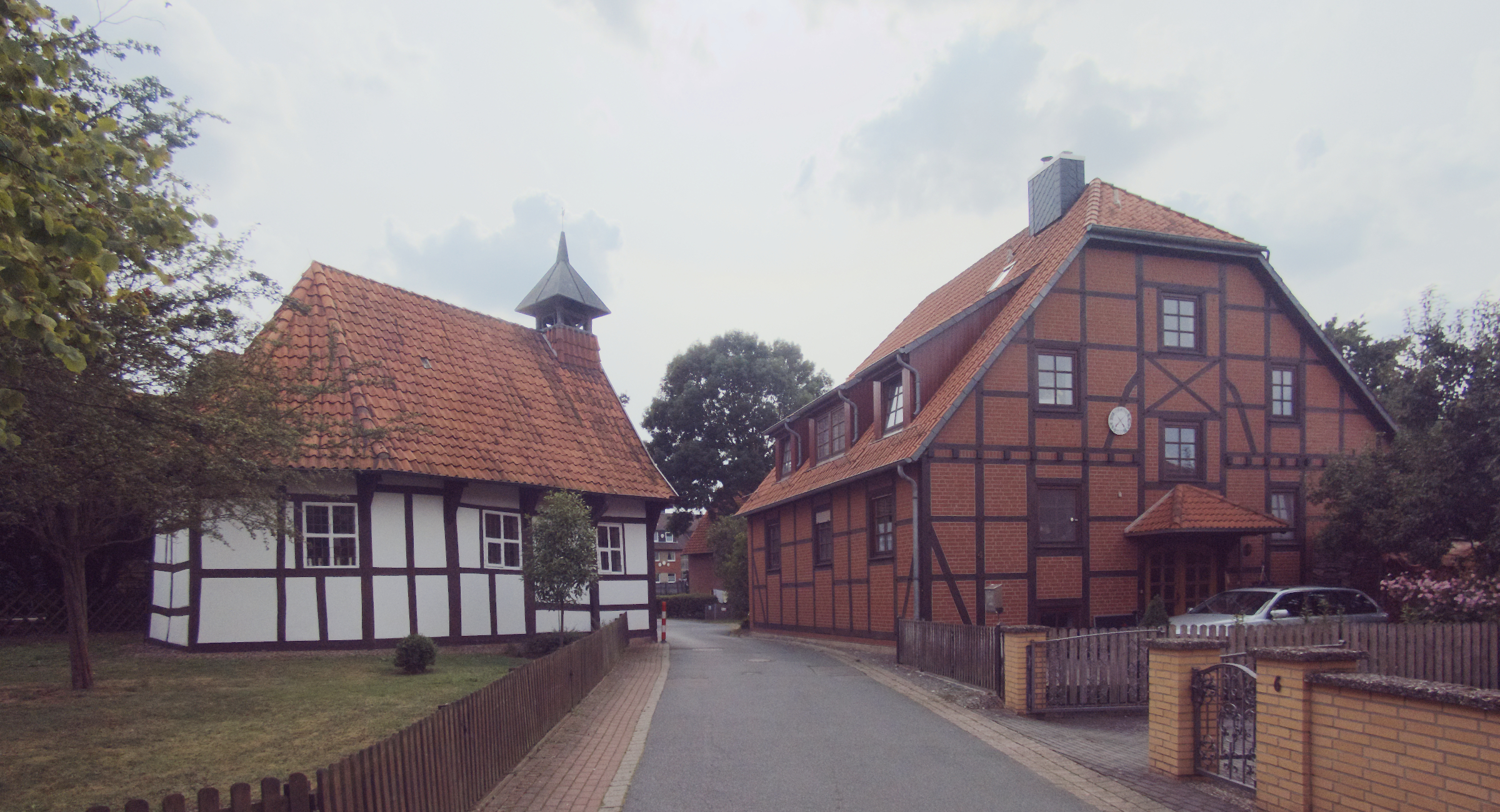
Die St.-Michaelis-Kapelle und das Gebäude Goldener Winkel 4

Schon in einer Urkunde des Klosters Wunstorf aus dem Jahr 1370 wird eine Kapelle in Northen erwähnt.
Die Lage an einer schmalen Straße statt an einem zentralen Platz deutet darauf hin, dass eine erste Kapelle am Rand einer bereits vorhandenen Ortschaft und nicht als Kern einer vorgeplanten Neugründung entstand.
Die Familie von Lenthe übt seit dem 14. Jahrhundert das Patronat der Kirche im nördlich benachbarten Lenthe aus. Auch im Nachbardorf Northen hatte die Familie seit 1394 das Patronatsrecht. Das Bistum Minden hatte seine Lehensrechte an mehreren Hofstellen in Northen an verschiedene Adelsfamilien der Gegend übertragen. Neben den Freiherrn Knigge in Bredenbeck waren dies die von Lenthe.
Die Northener Dorfchronik berichtet von einem Kapellenneubau im Jahr 1542.
Die heutige Northener Fachwerkkapelle wurde im Jahr 1621 errichtet.
Hingegen ist an der Südseite der Kapelle in einen Balken die Jahreszahl 1615 eingeritzt, die Wetterfahne trägt die Jahreszahl 1668. Beides genügt jedoch nicht als Beleg für das Baujahr der Kapelle.
Laut der Denkmaltopographie Bundesrepublik Deutschland bedeuten die Zahlen das Baujahr 1615 und den Abschluss der Reparatur der im Dreißigjährigen Krieg erlittenen Schäden im Jahr 1668.
Im Visitationsprotokoll anlässlich der Einführung der Reformation im Fürstentum Calenberg in den Jahren 1542 bis 1544 und auch einem weiteren aus dem Jahr 1588 wird eine Kapelle in Northen als Filialkirche der Ronnenberger Michaeliskirche aufgeführt.
Dort fanden zumeist die Gottesdienste sowie die Taufen, Trauungen, Konfirmationen und Begräbnisse der Northener Einwohner statt.
Die Kapelle in Northen im Archidiakonat Pattensen wurde im Jahr 1892 nach Lenthe umgepfarrt.
Die St.-Michaelis-Kapelle gehört wie die Lenther Kirche zu den 10.000 Rittern und seit dem Jahr 2002 die Kapelle in Everloh zur evangelisch-lutherischen Kirchengemeinde Lenthe-Northen.
Die Kirchen und Kapellen in Northen, Lenthe, Everloh sowie die selbstständige Kapellengemeinde des südöstlich benachbarten Ronnenberger Stadtteil Benthe teilen sich eine Dreiviertel-Pfarrstelle.
Etwa einmal im Monat findet in der St.-Michaelis-Kapelle ein Sonntagsgottesdienst statt. Für Trauerfeiern gibt es in Northen eine 1957 von den Bürgern in Eigenleistung errichtete, 1987 durch einen Anbau erweiterte und später auch mit einer eigenen Glocke versehene Friedhofskapelle auf dem außerhalb der Ortslage am Westrand des Benther Berges gelegenen Gemeindefriedhof Northen. In der Friedhofskapelle gibt es zudem eine Heizungsanlage.

## Beschreibung

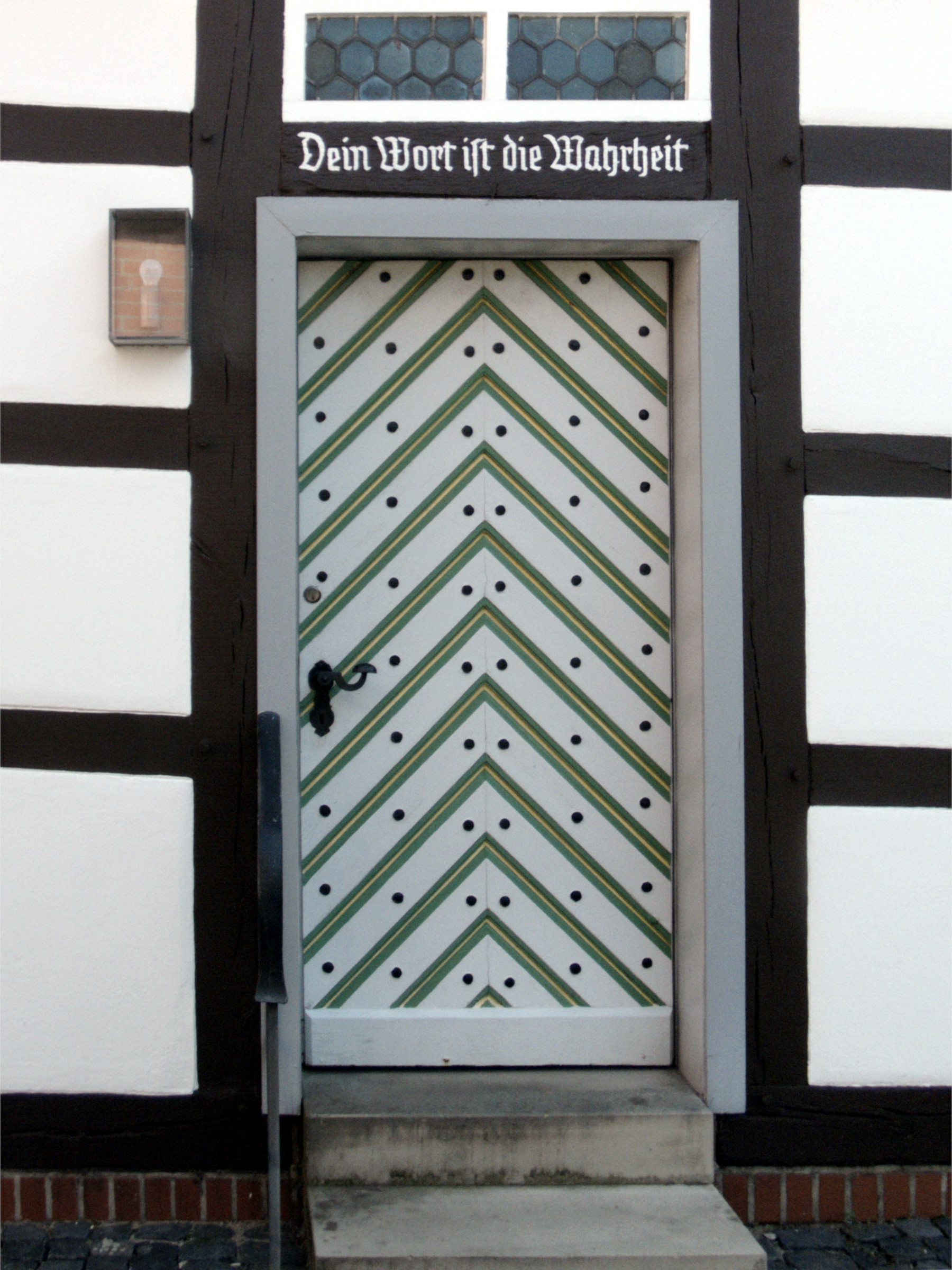
Die Kapellentür

Die Kapelle Northen ist ein Fachwerkgebäude mit braun gestrichenem Fachwerk und weißen Ausfachungen. Sie bildet zusammen mit dem benachbarten ehemaligen Schulhaus Goldener Winkel 1 und dem gegenüber stehenden Vierständergebäude Goldener Winkel 4 eine Gruppe denkmalgeschützter baulicher Anlagen im eng bebauten alten Ortskern von Northen.
Die St.-Michaelis-Kapelle ist ein im Osten polygonal geschlossenes Bauwerk. Das spitzgieblige Dach ist auf weit auskragenden, auf einfachen Kopfbändern ruhenden, Dachbalken aufgebaut. Auf dem Westende des Ziegeldachs sitzt ein hölzerner Dachreiter. In diesem „Turm“ sind die Kapellenglocken aufgehängt.
Der Balken über der Tür an der Westseite der Kapelle trägt die Inschrift „Dein Wort ist die Wahrheit“ (Joh 17,17 ).
In zwei Balken an der Südseite der Fachwerkkapelle eingeritzt finden sich die Jahreszahl „1615“ und das Handwerkerzeichen „NLH“.
Ein weiterer an einer weniger auffälligen Stelle in die Südwand des Fachwerks eingefügter Balken trägt die Inschrift „Godt der is min Trost“. Wegen dieser Art des Einbaus wird er als Erinnerung an ein Vorgängergebäude interpretiert.
Bei Reparaturarbeiten im Jahr 1986 wurden nicht zur Gebäudekonstruktion gehörende Bearbeitungsspuren wie Zapflöcher und Aussparungen an Fachwerkbalken gefunden. Dies deutet darauf hin, dass beim Bau der Kapelle zahlreiche Balken aus abgerissenen früheren Gebäuden wieder verbaut wurden.

## Ausstattung

### Glocken
Die St.-Michaelis-Kapelle verfügt über zwei Glocken: Eine 1971 von der Glocken- und Kunstgießerei Rincker gefertigte 19 kg schwere Glocke mit 32 cm Durchmesser und Schlagton es,´´, und eine auf das Jahr 1507 datierte 25 kg schwere Bronzeglocke mit 35 cm Durchmesser und Schlagton c,´´.
Die ältere der beiden Glocken trägt als Inschrift die Jahreszahl „1507“. Sie könnte somit schon aus einer Vorvorgängerin der Kapelle stammen. Eine Sicherheitsprüfung ergab, dass die Glockenaufhängung marode und die fast 500 Jahre alte Glocke ziemlich zerschlagen war, so dass ihr Absturz drohte. Im Jahr 2006 wurde die Bronzeglocke bei einer Spezialfirma in Nördlingen geschweißt und runderneuert. Die Glocke erhielt eine aus Holz gebaute neue Aufhängung. Der neu gefertigte Glockenklöppel ist mit einem starken Lederband an der Glocke befestigt. Dies soll der Glocke einen besonders weichen Klang verleihen.

### Altar
Der farbig bemalte holzgeschnitzte spätgotische Schreinaltar in der St.-Michaelis-Kapelle stammt etwa aus dem ersten Viertel des 16. Jahrhunderts. Der Altar ist der Ehre des allmächtigen Gottes und dem Gedenken der 10.000 Ritter gewidmet. Der um das Jahr 1510, nach anderer Darstellung in der Zeit um das Jahr 1520 entstandene, von der Familie von Lenthe gestiftete dreiflügelige Altar stand ursprünglich in der Kirche zu den 10.000 Rittern in Lenthe. Im Jahr 1714 schenkte Albrecht Werner von Lenthe den Altar der Kapellengemeinde Northen.
Der Transport nach Northen kostete 18 Mariengroschen Trinkgeld für die Fuhrleute und weitere 3 Mariengroschen für die Reinigung des Altars.
Das Hauptbild des Altars zeigt das Martyrium der Zehntausend. Es wird von Figuren von vier Heiligen, dem Evangelisten Johannes und Barbara auf der linken, sowie dem Apostel Jakobus der Ältere und Katharina auf der rechten Seite umrahmt. Die geöffneten Altarflügel zeigen die Verkündigung des Herrn und die Anbetung der Könige sowie rechts Mariä Heimsuchung und die Geburt Christi. Die geschlossenen Altarflügel zeigen links die Verkündigung der Geburt Mariens an ihre Eltern Joachim und Anna und rechts Maria beim Gang in den Tempel.

## Archivalien
Im Bildarchiv der Region Hannover gibt es ein von August Kageler in der Northener Kapelle aufgenommenes Schwarzweiß-Foto. Es zeigt einen Teil des Innenraums mit Bänken und Balkendecke. Im Hintergrund ist der Altar mit aufgeklappten Flügeln zu sehen.